# Віктор Каррільйо
Віктор Уго Каррільйо Касанова (ісп. Víctor Hugo Carrillo Casanova; нар. 30 жовтня 1975) — перуанський футбольний арбітр, арбітр ФІФА.
Обслуговував матчі юнацького чемпіонату світу 2011 року, молодіжного чемпіонату світу 2013 року, клубного чемпіонату світу 2010 року, а також ряд турнірів під егідою КОНМЕБОЛ.